# Sauvagnac
Sauvagnac é uma comuna francesa na região administrativa da Nova Aquitânia, no departamento de Charente. Estende-se por uma área de 7,24 km². Em 2010 a comuna tinha 65 habitantes (densidade: 9 hab./km²).